# Creston, Ohio
Creston är en ort i Medina County, och i Wayne County, i delstaten Ohio. Creston hade 2 171 invånare enligt 2010 års folkräkning.